# Gerald Willfurth
Gerald „Gerry“ Willfurth (* 6. November 1962 in Wiener Neustadt) ist ein ehemaliger österreichischer Fußballspieler (Mittelfeld). Von 2005 bis 2008 war er sportlicher Leiter beim 1. Wiener Neustädter SC. Seit 2019 ist Willfurth Präsidiumsmitglied des SK Rapid Wien.
Gerry Willfurth war jeweils vier Mal österreichischer Meister (1982–1983, 1987–1988) und Cup-Sieger (1983–1985, 1987) mit dem SK Rapid Wien.

## Karriere
Willfurth begann seine Karriere beim ASK Bad Fischau. 1981 wechselte er zu Rapid Wien, wo er bis 1989 4 Mal österreichischer Meister und 4 Mal Cup-Sieger wurde. Ein weiterer großer Erfolg war das Erreichen des Finales im Europacup der Cupsieger 1984/85, wo Rapid gegen den FC Everton mit 3:1 verlor. Insgesamt bestritt Willfurth 204 Bundesliga-Spiele für den SK Rapid Wien. Von 1989 bis 1993 spielte Willfurth für den SV Austria Salzburg (2 Mal Vizemeister 1992 und 1993), ehe er wieder zum ASK Bad Fischau wechselte. 1996 wechselte er zum ASK Kottingbrunn, 1997 zum SC Eisenstadt, wo er 1998 seine aktive Karriere beendete.
Zwischen 1983 und 1991 brachte es Willfurth zu insgesamt 30 Einsätzen für die Österreichische Nationalmannschaft und 3 Toren.

## Stationen als Spieler
- bis 1980: ASK Bad Fischau
- 1981–1989: SK Rapid Wien
- 1989–1993: SV Austria Salzburg
- 1993–1996: ASK Bad Fischau
- 1996–1997: ASK Kottingbrunn
- 1997–1998: SC Eisenstadt

## Erfolge
- 4 × Österreichischer Meister (1982, 1983, 1987, 1988)
- 4 × Österreichischer Cupsieger (1983, 1984, 1985, 1987)
- Finale im Europacup der Cupsieger 1984/85
- Europacup-Viertelfinale 1983/84, 1985/86
- 2 × Österreichischer Vizemeister (1992, 1993)

## Trivia
Gerry Willfurth war der Besitzer des „G.M.B.H.“ (Gerry mit Bruder Herbert), ein bekanntes Nachtlokal in Wiener Neustadt. Bei den Heimspielen des SC Wiener Neustadt sieht man häufig Werbung für dieses Lokal.